# Tioga (Wirginia Zachodnia)
Tioga – jednostka osadnicza w Stanach Zjednoczonych, w stanie Wirginia Zachodnia, w hrabstwie Nicholas.